# Tošija Fudžita
Tošija Fudžita (japonsko 藤田 俊哉), japonski nogometaš, * 4. oktober 1971.
Za japonsko reprezentanco je odigral 24 uradnih tekem.